# Rzeszynek
Rzeszynek – wieś w Polsce położona w województwie kujawsko-pomorskim, w powiecie mogileńskim, w gminie Jeziora Wielkie.

## Podział administracyjny
W latach 1975–1998 miejscowość administracyjnie należała do województwa bydgoskiego.

## Demografia
Według Narodowego Spisu Powszechnego (III 2011 r.) liczyła 150 mieszkańców. Jest dwunastą co do wielkości miejscowością gminy Jeziora Wielkie.

## Środowisko
Leży nad jeziorem Gopło. Jest tu też część Nadgoplańskiego Parku Tysiąclecia (NPT).

## Zabytki
Według rejestru zabytków NID na listę zabytków wpisany jest drewniany spichrz w zespole dworskim z roku 1709, nr rej.: A/23 z 8.05.2000.

## Urodzeni w Rzeszynku
- Izabela Drwęska – polska ziemianka i działaczka społeczna, uczestniczka powstania wielkopolskiego[5].